# Яковлевская (Виноградовский район)
Я́ковлевская — деревня в Виноградовском районе Архангельской области России. Административный центр муниципального образования «Заостровское».

## География
Расположена на берегу реки Нюма, впадающей в Северную Двину. Недалеко проходит областная автотрасса Усть-Вага — Ядриха, а через саму деревню проходит дорога, тянущаяся вдоль берега Северной Двины на юг «Тимофеевская — Яковлевская — Сельцо — Вознесенское — Власьевская».

## История
До 1780 года село Яковлевское было центром Заостровской волости Подвинского стана (чети) Важского уезда Архангелогородской губернии, затем — Заостровской волости Шенкурского уезда Архангельской губернии. С конца XVIII по начало XX века село Яковлевское являлось центром Кургоминской волости. В 1881 году в селе Яковлевское Кургоминской волости открылась почтовая станция Заостровье.

## Население
| 2002 | 2010 | 2012 |
| ---- | ---- | ---- |
| 466  | ↘310 | ↗324 |

Население деревни, по данным Всероссийской переписи населения 2010 года, составляет 310 человек. В 1888 году в 14 деревнях Заостровского прихода проживало 1249 душ обоего пола, в том числе в селе Яковлевском — 333 человека.

### Карты
- Топографическая карат P-38-51,52. (Лист Сергеевская)
- Яковлевская. Публичная кадастровая карта (недоступная ссылка — история).
- Топографическая карта P-38-052-A,B